# Nati il 7 giugno
| Questa pagina contiene informazioni ricavate automaticamente dalle voci biografiche con l'ausilio del template Bio e di un bot. L'aggiornamento è periodico e automatico e ricostruisce completamente la pagina. Se manca una persona in questa lista, sei pregato di non aggiungerla, ma accertati piuttosto che la sua voce biografica contenga il template Bio e che i dati anagrafici siano correttamente compilati. Se il template Bio manca, inseriscilo tu stesso o, in alternativa, metti l'avviso {{tmp\|Bio}} che ne segnala la mancanza. Se i dati riportati sono sbagliati, correggi direttamente la voce biografica; le modifiche saranno visibili in questa lista entro pochi giorni. Per chiarimenti vedi il progetto biografie. La lista contiene solo le 1.063 persone che sono citate nell'enciclopedia e per le quali è stato implementato correttamente il template Bio. Pagina aggiornata al 17 ago 2025. |

## XIV secolo(1)
- 1332 - Cangrande II della Scala, condottiero e politico italiano († 1359)

## XV secolo(1)
- 1422 - Federico da Montefeltro, condottiero e duca italiano († 1482)

## XVI secolo(7)
- 1502 - Giovanni III del Portogallo, re portoghese († 1557)
- 1529 - Étienne Pasquier, scrittore, giurista e storico francese († 1615)
- 1532 - Amy Robsart, nobile inglese († 1560)
- 1561 - Giovanni VII di Nassau-Siegen, conte tedesco († 1623)
- 1592 - Mattia Carneri, scultore e architetto italiano († 1674)
- 1592 - Balthasar Cordier, gesuita e grecista belga († 1650)
- 1594 - Cesare di Borbone-Vendôme, nobile francese († 1665)

## XVII secolo(12)
- 1612 - Giovambattista Falvo, vescovo cattolico italiano († 1675)
- 1619 - Marcello Santacroce, cardinale e vescovo cattolico italiano († 1674)
- 1619 - Paulus Voet, filosofo e giurista olandese († 1667)
- 1658 - Claude-Maur d'Aubigné, arcivescovo cattolico e politico francese († 1719)
- 1661 - Álvaro de Abranches e Noronha, vescovo cattolico portoghese († 1746)
- 1662 - José Pereira de Lacerda, cardinale e vescovo cattolico portoghese († 1738)
- 1668 - Theodorus van der Croon, arcivescovo vetero-cattolico olandese († 1739)
- 1674 - Antonio Maria Pallavicini, patriarca cattolico italiano († 1749)
- 1678 - Marcello Passari, cardinale e arcivescovo cattolico italiano († 1741)
- 1686 - Adolfo Federico III di Meclemburgo-Strelitz, nobile († 1752)
- 1687 - Gaetano Berenstadt, cantante castrato italiano († 1734)
- 1699 - Franz Anton Pilgram, architetto austriaco († 1761)

## XVIII secolo(34)
- 1702 - Luigi Giorgio di Baden-Baden, sovrano tedesco († 1761)
- 1711 - François Jacquier, matematico e fisico francese († 1788)
- 1718 - Marie-Catherine de Béthisy de Mézières, religiosa francese († 1794)
- 1722 - George Paulet, XII marchese di Winchester, nobile inglese († 1800)
- 1724 - Franz Anton Maulbertsch, pittore e incisore tedesco († 1796)
- 1730 - Georg von Pasterwitz, musicista e insegnante austriaco († 1803)
- 1732 - Giuseppe Demachi, compositore italiano
- 1736 - Karl Friberth, tenore e librettista austriaco († 1816)
- 1736 - Pedro Mendinueta y Múzquiz, generale spagnolo († 1825)
- 1736 - Federico Carlo di Schwarzburg-Rudolstadt, nobile tedesco († 1793)
- 1737 - Jacques Gondouin, architetto francese († 1818)
- 1746 - Jules de Polignac, I duca di Polignac, nobile e militare francese († 1817)
- 1749 - Nicolas Haxo, generale francese († 1794)
- 1757 - Georgiana Spencer, britannica († 1806)
- 1760 - Humphrey Marshall, politico statunitense († 1841)
- 1761 - John Rennie il Vecchio, ingegnere scozzese († 1821)
- 1766 - Vincenzo Briganti, medico, naturalista e micologo italiano († 1836)
- 1768 - Antonio Mollari, architetto e ingegnere italiano († 1843)
- 1770 - Robert Banks Jenkinson, II conte di Liverpool, politico inglese († 1828)
- 1772 - Valeriano Luigi Brera, medico e patologo italiano († 1840)
- 1772 - Pavel Aleksandrovič Stroganov, nobile e ufficiale russo († 1817)
- 1777 - Giovanni Battista Rossi, vescovo cattolico italiano († 1849)
- 1777 - Karlis Vatsons, giornalista lettone († 1826)
- 1778 - Beau Brummell, nobile britannico († 1840)
- 1781 - Emmanuel Van der Linden d'Hooghvorst, generale e politico belga († 1866)
- 1784 - Carlo Troya, storico e politico italiano († 1858)
- 1788 - Francesco Augusto Bon, drammaturgo italiano († 1858)
- 1792 - Busso XVI von Alvensleben, militare tedesco († 1879)
- 1792 - Costanza Monti, poetessa italiana († 1840)
- 1793 - Domenico Crivelli, tenore italiano († 1856)
- 1798 - Giuseppe Straccali, fantino italiano († 1840)
- 1799 - Ludwig von Sayn-Wittgenstein-Berlenburg, nobile russo († 1866)
- 1799 - Henry-Bonaventure Monnier, drammaturgo, illustratore e attore teatrale francese († 1877)
- 1800 - Leo Raymond De Neckère, missionario e vescovo cattolico belga († 1833)

## XIX secolo(148)
- 1801 - Thomas Francis Marshall, politico e avvocato statunitense († 1864)
- 1802 - Hermann Mayer Salomon Goldschmidt, astronomo e pittore tedesco († 1866)
- 1803 - Federico Comini, politico e avvocato italiano († 1884)
- 1803 - Léon Vaudoyer, architetto francese († 1872)
- 1805 - Pauline Roland, attivista francese († 1852)
- 1805 - Luigi Ronzi, baritono e compositore italiano († 1875)
- 1806 - Domenico Consolini, cardinale italiano († 1884)
- 1810 - Friedrich Julius Hammer, poeta e scrittore tedesco († 1862)
- 1811 - James Young Simpson, medico britannico († 1870)
- 1812 - Antonio Cima, fisico italiano († 1877)
- 1813 - Karl von Hegel, storico tedesco († 1901)
- 1813 - Henri Ract, politico francese († 1883)
- 1814 - Henry Drummond-Hay, naturalista e ornitologo scozzese († 1896)
- 1817 - Luigi Caburlotto, presbitero italiano († 1897)
- 1818 - Giovanni Castrogiovanni, presbitero italiano († 1878)
- 1819 - Enrico Manzoni, nobile e imprenditore italiano († 1881)
- 1820 - Virginia d'Errico, poetessa e scrittrice italiana († 1847)
- 1821 - Giovanni Tomasoni, politico italiano († 1881)
- 1823 - Giuseppe Fiorelli, archeologo e numismatico italiano († 1896)
- 1824 - Giovanni Malaman, patriota e ingegnere italiano († 1904)
- 1824 - Luigi Miceli, patriota e politico italiano († 1906)
- 1824 - Bernhard von Gudden, psichiatra tedesco († 1886)
- 1825 - Richard Doddridge Blackmore, scrittore inglese († 1900)
- 1825 - Ercole Pasquali, medico, chirurgo e ginecologo italiano († 1906)
- 1828 - Boris Nikolaevič Čičerin, filosofo russo († 1904)
- 1829 - Nikolaj Fëdorovič Fëdorov, filosofo russo († 1903)
- 1829 - Pietro Formichi, compositore italiano († 1913)
- 1829 - Eduard Pflüger, fisiologo tedesco († 1910)
- 1830 - Edward Middleton Barry, architetto inglese († 1880)
- 1831 - Andrea Calenda di Tavani, politico e prefetto italiano († 1904)
- 1831 - Amelia Edwards, scrittrice, giornalista e egittologa inglese († 1892)
- 1833 - Ada Benini, poetessa italiana († 1854)
- 1833 - Wilhelm Moritz Keferstein, naturalista, zoologo e erpetologo tedesco († 1870)
- 1833 - Alexander Ritter, violinista e compositore tedesco († 1896)
- 1834 - Francesco Denza, religioso, meteorologo e astronomo italiano († 1894)
- 1837 - Charles-Alexis Chauvet, organista e compositore francese († 1871)
- 1837 - Alois Hitler, ufficiale austriaco († 1903)
- 1838 - Ferdinand Stolička, paleontologo e ornitologo ceco († 1874)
- 1840 - Carlotta del Belgio, imperatrice belga († 1927)
- 1842 - Adolf Bayersdorfer, storico dell'arte, scacchista e compositore di scacchi tedesco († 1901)
- 1844 - Giovanni Battista Melzi, letterato e enciclopedista italiano († 1911)
- 1845 - Lipót Auer, violinista e compositore ungherese († 1930)
- 1846 - Paul Decauville, imprenditore francese († 1922)
- 1847 - Roberto Sacchetti, scrittore e giornalista italiano († 1881)
- 1848 - Paul Gauguin, pittore francese († 1903)
- 1848 - Arsenij Arkad'evič Goleniščev-Kutuzov, nobile, poeta e scrittore russo († 1913)
- 1849 - Antonio Grossich, medico e politico italiano († 1926)
- 1849 - Pavel Svedomskij, pittore russo († 1904)
- 1850 - Guillermo Collazo, pittore cubano († 1896)
- 1851 - Mary Kelly, supercentenaria statunitense († 1964)
- 1854 - Vittorio Cuniberti, ingegnere navale e militare italiano († 1913)
- 1854 - Augusto Setti, magistrato e politico italiano († 1931)
- 1855 - Heinrich Wenzel, indologo tedesco († 1893)
- 1860 - Edoardo Ottavi, agronomo, divulgatore scientifico e politico francese († 1917)
- 1862 - Fernando Díaz de Mendoza, attore teatrale spagnolo († 1930)
- 1862 - Philipp von Lenard, fisico tedesco († 1947)
- 1863 - Albert Sidney Burleson, politico statunitense († 1937)
- 1863 - Daniel Salamanca, politico boliviano († 1935)
- 1864 - Luigi Pettinati, militare italiano († 1915)
- 1867 - Luigi Maurizio Tedeschi, arpista e compositore italiano († 1944)
- 1868 - Dante Ferraris, politico e ingegnere italiano († 1931)
- 1868 - Charles Rennie Mackintosh, architetto, designer e pittore scozzese († 1928)
- 1868 - Billy Moon, calciatore inglese († 1943)
- 1868 - John Sealy Townsend, fisico britannico († 1957)
- 1869 - Lamorna Birch, artista britannico († 1955)
- 1870 - Gustav Voerg, canottiere statunitense († 1944)
- 1871 - Vincenzo Cerulli Irelli, politico italiano († 1954)
- 1871 - Konstantin Michajlovič Tachtarev, rivoluzionario e sociologo russo († 1925)
- 1872 - Alice Nielsen, soprano e attrice teatrale statunitense († 1943)
- 1872 - Leonid Vital'evič Sobinov, tenore russo († 1934)
- 1873 - Ernesto Burzagli, ammiraglio italiano († 1944)
- 1873 - Landon Ronald, direttore d'orchestra, compositore e pianista inglese († 1938)
- 1874 - Johann Plenge, sociologo e economista tedesco († 1963)
- 1874 - William Wadsworth, attore statunitense († 1950)
- 1875 - Jules Clévenot, nuotatore e pallanuotista francese († 1933)
- 1875 - Stan Golestan, compositore rumeno († 1956)
- 1875 - Edith How-Martyn, attivista britannica († 1954)
- 1876 - Luis Altamirano, generale e politico cileno († 1938)
- 1876 - Carl Enckell, politico e diplomatico finlandese († 1959)
- 1876 - Charles J. Hite, imprenditore e produttore cinematografico statunitense († 1914)
- 1877 - Charles Glover Barkla, fisico britannico († 1944)
- 1877 - Nykyta Budka, vescovo cattolico ucraino († 1949)
- 1877 - Giovanni Ciampitti, avvocato e politico italiano († 1967)
- 1877 - Roelof Klein, canottiere olandese († 1960)
- 1877 - George Villiers, VI conte di Clarendon, politico britannico († 1955)
- 1879 - Pier Antonio Gariazzo, pittore, incisore e scrittore italiano († 1964)
- 1879 - Knud Rasmussen, esploratore e antropologo danese († 1933)
- 1879 - Egor Sergeevič Sozonov, rivoluzionario russo († 1910)
- 1879 - Heinrich Ströbel, politico e giornalista tedesco († 1944)
- 1881 - Manuel Lezaeta Acharán, scrittore cileno († 1959)
- 1882 - George de Bothezat, ingegnere e matematico rumeno († 1940)
- 1882 - Mario Mazza, educatore italiano († 1959)
- 1883 - Sylvanus Morley, archeologo statunitense († 1948)
- 1883 - Aleksandr Vasil'evič Ševčenko, pittore e filosofo russo († 1948)
- 1884 - Sándor Bródy, calciatore ungherese († 1944)
- 1884 - Ali bin Hamud di Zanzibar, sultano tanzaniano († 1918)
- 1884 - Ladislav Prokeš, scacchista e compositore di scacchi cecoslovacco († 1966)
- 1884 - Ruggiero Torelli, matematico italiano († 1915)
- 1886 - Henri Coandă, scienziato e ingegnere rumeno († 1972)
- 1887 - Giuseppe Mozzoni, pittore italiano († 1978)
- 1887 - Roberto Palmarocchi, storico e giornalista italiano († 1956)
- 1887 - Ernest Thorne, tiratore di fune britannico († 1968)
- 1888 - Konrad von Cochenhausen, generale tedesco († 1941)
- 1888 - Giuseppe De Robertis, critico letterario italiano († 1963)
- 1888 - Clarence DeMar, maratoneta statunitense († 1958)
- 1889 - Gerardo Bortoletti, calciatore e arbitro di calcio italiano († 1959)
- 1889 - Frank Duff, irlandese († 1980)
- 1889 - Sally Mayer, medico tedesco († 1944)
- 1890 - Francesco Cibarelli, medico, militare e pedagogista italiano († 1963)
- 1890 - Karl Lashley, psicologo e neuroscienziato statunitense († 1958)
- 1890 - Corrado Mezzana, pittore italiano († 1952)
- 1890 - Alois Müller, calciatore austriaco († 1969)
- 1890 - Erik Peterson, storico tedesco († 1960)
- 1890 - Hjalmar Riiser-Larsen, esploratore e aviatore norvegese († 1965)
- 1891 - Irénée Hausherr, gesuita francese († 1978)
- 1892 - Gertrud Bing, storica dell'arte tedesca († 1964)
- 1892 - Giorgio Alessandro Conighi, ingegnere e vigile del fuoco italiano († 1977)
- 1892 - Gaetano Del Pezzo, calciatore, dirigente sportivo e arbitro di calcio italiano († 1970)
- 1892 - Mikuláš Jordán, pittore slovacco († 1977)
- 1892 - Herbert Taylor, nuotatore e pallanuotista statunitense († 1965)
- 1893 - Gillis Grafström, pattinatore artistico su ghiaccio svedese († 1938)
- 1894 - Berta Boncza, scrittrice ungherese († 1934)
- 1894 - Florentin Bonnet, aviatore francese († 1929)
- 1894 - Henry Molinari, politico e calciatore italiano († 1958)
- 1894 - Aleksandr Nilolaevič Prokof'ev-Severskij, aviatore e progettista russo († 1974)
- 1896 - Christopher Andrewes, biologo inglese († 1988)
- 1896 - Carlo Buccarella, militare italiano († 1916)
- 1896 - William Jameson Cairnes, militare e aviatore canadese († 1918)
- 1896 - Kate Davenport, attrice statunitense († 1954)
- 1896 - Robert Mulliken, fisico e chimico statunitense († 1986)
- 1896 - Clive Wilson Warman, militare e aviatore statunitense († 1919)
- 1897 - Kirill Afanas'evič Mereckov, generale e politico sovietico († 1968)
- 1897 - George Szell, direttore d'orchestra e compositore ungherese († 1970)
- 1897 - Gábor von Vaszary, scrittore e sceneggiatore ungherese († 1985)
- 1898 - Rita Boley Bolaffio, artista italiana († 1995)
- 1898 - Adone Del Cima, militare e marinaio italiano († 1943)
- 1898 - Girolamo Doni, calciatore italiano († 1958)
- 1898 - Plinio Paolini, calciatore italiano
- 1899 - Elizabeth Bowen, scrittrice irlandese († 1973)
- 1899 - John Hawkes, tennista australiano († 1990)
- 1900 - Gisa Geert, coreografa e attrice austriaca († 1991)
- 1900 - Viktor Hierländer, calciatore austriaco († 1982)
- 1900 - Werner Krauss, filologo tedesco († 1976)
- 1900 - Alfredo Le Pera, compositore, sceneggiatore e giornalista argentino († 1935)
- 1900 - Giulio Masseroni, pittore italiano († 1980)
- 1900 - Coral McInnes Buttsworth, tennista australiana († 1985)
- 1900 - Frederick Emmons Terman, ingegnere statunitense († 1982)
- 1900 - Anton Zwerina, sollevatore austriaco († 1973)

## XX secolo(830)
- 1901 - Vincenzo Biani, generale e aviatore italiano († 1991)
- 1901 - Angelo Canevari, pittore, illustratore e scenografo italiano († 1955)
- 1901 - Gino Demi, calciatore italiano († 1983)
- 1901 - Jimmy Gallagher, calciatore scozzese († 1971)
- 1902 - Germaine Berton, operaia, sindacalista e anarchica francese († 1942)
- 1902 - Georges Van Parys, compositore francese († 1971)
- 1902 - Paolo Sturzenegger, calciatore svizzero († 1970)
- 1902 - Cesare Valle, ingegnere e urbanista italiano († 2000)
- 1903 - Ernst Biehler, generale tedesco († 1997)
- 1903 - Feng Baiju, militare, guerrigliero e politico cinese († 1973)
- 1903 - Luigi Marcolongo, calciatore italiano
- 1903 - Vittorio Parmentola, storico italiano († 1985)
- 1904 - Vladimir Gortan, antifascista croato († 1929)
- 1904 - Thorkild Jacobsen, assiriologo danese († 1993)
- 1904 - Adolf Leo Oppenheim, assiriologo austriaco († 1974)
- 1904 - Roberto Supino, avvocato e politico italiano († 1987)
- 1905 - James J. Braddock, pugile statunitense († 1974)
- 1906 - Alexandre-Charles-Albert-Joseph Renard, cardinale e arcivescovo cattolico francese († 1983)
- 1906 - Alfredo Silva Carvallo, avvocato, politico e giornalista cileno († 1975)
- 1907 - Carl Aarvold, giudice, avvocato e dirigente sportivo britannico († 1991)
- 1907 - Sigvard Bernadotte, principe svedese († 2002)
- 1907 - T. E. B. Clarke, sceneggiatore inglese († 1989)
- 1907 - Mario Filippeschi, tenore italiano († 1979)
- 1907 - Dixie Gilmer, politico e avvocato statunitense († 1954)
- 1907 - Mascha Kaléko, poetessa tedesca († 1975)
- 1907 - Sergio Morgana, magistrato, politico e avvocato italiano († 1971)
- 1907 - Rocco Ranelli, calciatore italiano († 2005)
- 1907 - Percy Wyld, pistard britannico († 1972)
- 1908 - Margherita Carosio, soprano e attrice italiana († 2005)
- 1908 - Raffaele Di Paco, ciclista su strada e pistard italiano († 1996)
- 1909 - Virginia Apgar, pediatra statunitense († 1974)
- 1909 - William Dupree, bobbista statunitense († 1955)
- 1909 - Johannes Feiner, presbitero e teologo svizzero († 1985)
- 1909 - Roberto Gavaldón, regista e sceneggiatore messicano († 1986)
- 1909 - Peter Wallace Rodino Jr., politico e avvocato statunitense († 2005)
- 1909 - Marion Martin, attrice statunitense († 1985)
- 1909 - Jessica Tandy, attrice teatrale e attrice cinematografica britannica († 1994)
- 1910 - Pietro Annigoni, pittore italiano († 1988)
- 1910 - José de Jesús García Ayala, vescovo cattolico messicano († 2014)
- 1910 - Arthur Gardner, produttore cinematografico e attore statunitense († 2014)
- 1910 - Monika Mann, scrittrice tedesca († 1992)
- 1910 - Augusto Mattei, calciatore italiano († 1974)
- 1910 - Ruggero Oppi, cantante e batterista italiano
- 1910 - Thorleif Svendsen, calciatore norvegese († 1975)
- 1910 - Maria Terwiel, antifascista tedesca († 1943)
- 1911 - Giovanni Annoni, militare italiano († 1970)
- 1911 - Peter Birkhäuser, pittore svizzero († 1976)
- 1911 - Aníger de Francisco de Maria Melillo, vescovo cattolico brasiliano († 1985)
- 1911 - Pierre Mouchot, editore e fumettista francese († 1966)
- 1911 - Mario Perazzolo, allenatore di calcio e calciatore italiano († 2001)
- 1911 - Brooks Stevens, designer statunitense († 1995)
- 1911 - Kruno Tonković, ingegnere croato († 1989)
- 1912 - Angelo Boetti, militare e aviatore italiano († 1938)
- 1912 - Angelo Pomponi, calciatore italiano († 1982)
- 1912 - Domenico Spadoni, calciatore italiano († 1986)
- 1912 - Margherita Zoebeli, educatrice e pedagogista svizzera († 1996)
- 1913 - Claudio Nicastro, attore italiano († 1977)
- 1913 - Roberto Porta, allenatore di calcio e calciatore uruguaiano († 1984)
- 1913 - Ted Rigg, cestista statunitense († 2002)
- 1913 - Dallas Shirley, cestista e arbitro di pallacanestro statunitense († 1994)
- 1913 - Ugo Zannier, militare e aviatore italiano († 1938)
- 1914 - Khwaja Ahmad Abbas, regista indiano († 1987)
- 1914 - Carlo Bianchi, calciatore italiano
- 1914 - Alberto Camenzind, architetto svizzero († 2004)
- 1914 - Nicola Cotecchia, politico e funzionario italiano († 2001)
- 1914 - Florian Grzechowiak, cestista e allenatore di pallacanestro polacco († 1972)
- 1914 - Marino Renner, calciatore italiano († 1996)
- 1915 - Andrea Dugnani, calciatore italiano
- 1915 - Biagio Guarnaccio, aviatore italiano († 1949)
- 1915 - Geno Hartlaub, scrittrice tedesca († 2007)
- 1915 - Patricia Roc, attrice britannica († 2003)
- 1915 - Epaminonda Troya, criminale italiano († 1984)
- 1916 - Ildo Avetta, architetto italiano († 2011)
- 1916 - Ruggero Moro, ciclista su strada italiano († 1996)
- 1917 - Gwendolyn Brooks, poetessa e scrittrice statunitense († 2000)
- 1917 - Dean Martin, cantante, attore e comico statunitense († 1995)
- 1918 - Del Connell, fumettista statunitense († 2011)
- 1918 - Angelo Costa, allenatore di pallavolo italiano († 1979)
- 1918 - George Glamack, cestista e allenatore di pallacanestro statunitense († 1987)
- 1919 - Leopold Fellerer, militare e aviatore austriaco († 1968)
- 1919 - Ettore Mazzarri, chimico italiano († 2009)
- 1919 - Arturo Perugini, avvocato e politico italiano († 1983)
- 1919 - Ernesto Trevisi, militare e aviatore italiano († 1940)
- 1920 - Reid Bryson, geologo, meteorologo e climatologo statunitense († 2008)
- 1920 - Joachim Kirschner, aviatore tedesco († 1943)
- 1920 - Vlastimil Luka, calciatore e allenatore di calcio cecoslovacco († 2012)
- 1920 - Georges Marchais, politico francese († 1997)
- 1920 - Alix Talton, attrice statunitense († 1992)
- 1921 - Tal Farlow, chitarrista statunitense († 1998)
- 1921 - Bernard Lown, cardiologo statunitense († 2021)
- 1921 - Alexandre de Marenches, ufficiale, imprenditore e agente segreto francese († 1995)
- 1921 - Bill McCahan, giocatore di baseball e cestista statunitense († 1986)
- 1921 - Renato Monti, politico e sindacalista italiano († 2001)
- 1921 - Cornelis Pieter van den Hoek, partigiano olandese († 2015)
- 1922 - Gabriella Bosco, politica italiana († 2011)
- 1922 - Kurt Ehrmann, calciatore tedesco († 2013)
- 1922 - Jacques Lataste, schermidore francese († 2011)
- 1922 - Bob Martin, cantante austriaco († 1998)
- 1922 - Renato Scognamiglio, giurista italiano († 2020)
- 1923 - Jean Baratte, calciatore e allenatore di calcio francese († 1986)
- 1923 - Giorgio Belladonna, giocatore di bridge italiano († 1995)
- 1923 - Carlo Maesani, calciatore italiano
- 1923 - Ezra Sued, calciatore argentino († 2011)
- 1923 - Carlos Thompson, attore e scrittore argentino († 1990)
- 1924 - Lido Galletto, partigiano e storico italiano († 2011)
- 1924 - Dolores Gray, attrice e cantante statunitense († 2002)
- 1924 - Vincenzo Rossi, scrittore e poeta italiano († 2013)
- 1925 - Jean Boffety, direttore della fotografia francese († 1988)
- 1925 - Tito Carpi, sceneggiatore italiano († 1997)
- 1925 - Gualtiero Ciola, scrittore italiano († 2000)
- 1925 - Giuseppe Montalbano, politico italiano († 2021)
- 1926 - Fernando Santosuosso, magistrato, scrittore e poeta italiano († 2021)
- 1926 - Günther Schneider-Siemssen, scenografo tedesco († 2015)
- 1927 - Enzo Bettiza, giornalista, scrittore e politico italiano († 2017)
- 1927 - Hans Hagen, calciatore svizzero († 1993)
- 1927 - Dell Hymes, antropologo statunitense († 2009)
- 1927 - Ian McColl, allenatore di calcio e calciatore scozzese († 2008)
- 1927 - Paul Salamunovich, direttore di coro e docente statunitense († 2014)
- 1927 - Charles de Tornaco, pilota di Formula 1 belga († 1953)
- 1928 - Dave Bowen, allenatore di calcio e calciatore gallese († 1995)
- 1928 - James Ivory, regista, sceneggiatore e produttore cinematografico statunitense
- 1928 - Giancarlo Masini, giornalista e scrittore italiano († 2003)
- 1928 - George Oelkers, cestista canadese († 2018)
- 1928 - Anthony Ortega, clarinettista, sassofonista e flautista statunitense († 2022)
- 1928 - Reg Park, culturista e attore inglese († 2007)
- 1928 - Charles Strouse, compositore e paroliere statunitense († 2025)
- 1928 - Randy Turpin, pugile inglese († 1966)
- 1929 - Mario Camilloni, calciatore e allenatore di calcio italiano († 2018)
- 1929 - Antonio Carbajal, calciatore e allenatore di calcio messicano († 2023)
- 1929 - Basri Dirimlili, calciatore e allenatore di calcio turco († 1997)
- 1929 - Manfred Kaiser, calciatore e allenatore di calcio tedesco orientale († 2017)
- 1929 - John Turner, politico canadese († 2020)
- 1930 - Hilderaldo Bellini, calciatore brasiliano († 2014)
- 1930 - Roberto Di Ferro, partigiano e operaio italiano († 1945)
- 1930 - Dolores Duran, cantante e compositrice brasiliana († 1959)
- 1930 - Gérard Genette, critico letterario e francesista francese († 2018)
- 1930 - Lang Jeffries, attore canadese († 1987)
- 1930 - Monique Limousin, cestista francese († 2011)
- 1931 - Carlo Calzà, ex pattinatore di velocità su ghiaccio italiano
- 1931 - Andrea Gemma, vescovo cattolico e scrittore italiano († 2019)
- 1931 - D. M. Jayaratne, politico singalese († 2019)
- 1931 - Miklós Lovas, astronomo ungherese († 2019)
- 1931 - Virginia McKenna, attrice britannica
- 1931 - Dorothy Stang, religiosa e missionaria brasiliana († 2005)
- 1931 - Raniero Vanni d'Archirafi, diplomatico italiano
- 1932 - Tina Brooks, sassofonista e compositore statunitense († 1974)
- 1932 - Ryszard Olszewski, cestista polacco († 2020)
- 1932 - Lajos Szentgáli, mezzofondista ungherese († 2005)
- 1933 - Lamine Diack, dirigente sportivo e lunghista senegalese († 2021)
- 1933 - Raul Gardini, imprenditore, dirigente d'azienda e velista italiano († 1993)
- 1933 - Tsuneko Okazaki, biologa giapponese
- 1933 - Juan María Uriarte Goiricelaya, vescovo cattolico spagnolo († 2024)
- 1934 - Philippe Entremont, pianista e direttore d'orchestra francese
- 1934 - Vincenzo Ruggero Manca, militare e politico italiano
- 1934 - Peter Monteverdi, imprenditore e pilota automobilistico svizzero († 1998)
- 1934 - Alfredo Pastore, ex calciatore italiano
- 1934 - Wynn Stewart, cantante statunitense († 1985)
- 1935 - Géza Alföldy, storico e epigrafista ungherese († 2011)
- 1935 - Giorgio Vittorio Dal Piaz, geologo italiano
- 1935 - Al'fred Fëdorov, allenatore di calcio e calciatore sovietico († 2001)
- 1935 - Engelbert Jarek, calciatore e allenatore di calcio polacco († 2017)
- 1935 - Jean Luent, cestista e allenatore di pallacanestro francese († 2021)
- 1935 - Shyama, attrice indiana († 2017)
- 1935 - Franco Trincavelli, canottiere italiano († 1983)
- 1935 - Azumir Veríssimo, calciatore brasiliano († 2012)
- 1935 - Roberto Yburán, ex cestista filippino
- 1935 - Ervin Zádor, pallanuotista ungherese († 2012)
- 1936 - Pippo Baudo, conduttore televisivo, autore televisivo e conduttore radiofonico italiano († 2025)
- 1936 - Chaovarat Chanweerakul, politico thailandese
- 1936 - Domingo Pérez, calciatore uruguaiano († 2024)
- 1937 - Roberto Blanco, cantante, attore e showman cubano
- 1937 - Almut Eggert, attrice e doppiatrice tedesca († 2023)
- 1937 - Héctor González Garzón, calciatore colombiano († 2015)
- 1937 - Neeme Järvi, direttore d'orchestra estone
- 1937 - John Williamson, economista britannico († 2021)
- 1938 - Ann Beach, attrice britannica († 2017)
- 1938 - Howie Carl, cestista statunitense († 2005)
- 1938 - Edwin Mellor Southern, biologo britannico
- 1938 - Ian St. John, calciatore e allenatore di calcio scozzese († 2021)
- 1938 - Armando Tobar, calciatore cileno († 2016)
- 1939 - Giampaolo Bettamio, ex politico italiano
- 1939 - Carlo Cervetto, ex calciatore italiano
- 1939 - Eri Klas, direttore d'orchestra estone († 2016)
- 1939 - Dīmītrios Salachas, vescovo cattolico greco († 2023)
- 1940 - Herbert Cohen, ex schermidore statunitense
- 1940 - Giulio Colavolpe, giornalista italiano († 2023)
- 1940 - Giuseppe Cosma, ex calciatore italiano
- 1940 - Monica Evans, attrice e doppiatrice britannica
- 1940 - Caio Gracco, artista italiano († 2023)
- 1940 - Lambert Hamel, attore e doppiatore tedesco
- 1940 - Tom Jones, cantante britannico
- 1940 - Samuel Little, serial killer statunitense († 2020)
- 1940 - Carlo Mascheroni, sportivo italiano
- 1940 - Ronald Pickup, attore britannico († 2021)
- 1940 - Sergej Sivko, pugile sovietico († 1966)
- 1940 - Luis Ubiña, calciatore uruguaiano († 2013)
- 1941 - Francesco Anniballi, attore e stuntman italiano († 1992)
- 1941 - Blasco Giurato, direttore della fotografia italiano († 2022)
- 1941 - Lennart Johansson, hockeista su ghiaccio svedese († 2010)
- 1941 - Jaime Laredo, violinista e direttore d'orchestra boliviano
- 1941 - Paolo Pejrone, architetto e saggista italiano
- 1942 - Lloyd Ahern II, direttore della fotografia statunitense
- 1942 - Carlo Alberto Contini, paroliere e compositore italiano
- 1942 - Muʿammar Gheddafi, rivoluzionario, politico e militare libico († 2011)
- 1942 - Anneke Grönloh, cantante olandese († 2018)
- 1942 - Benő Káposzta, calciatore ungherese († 2025)
- 1942 - Angelo Provasoli, economista e dirigente d'azienda italiano
- 1942 - Domenico Sigalini, vescovo cattolico italiano
- 1943 - Billy Graham, wrestler statunitense († 2023)
- 1943 - Nikki Giovanni, scrittrice, poetessa e attivista statunitense († 2024)
- 1943 - Mel Levine, politico statunitense
- 1943 - Michael Pennington, attore, regista teatrale e scrittore britannico
- 1943 - Angelo Volpato, calciatore e allenatore di calcio italiano († 2019)
- 1944 - Sam Ball, giocatore di football americano statunitense († 2023)
- 1944 - Alfredo Del Francia, schermidore italiano († 2006)
- 1944 - Kjartan Fløgstad, scrittore norvegese
- 1944 - Sulochana Gadgil, meteorologa e oceanografa indiana († 2025)
- 1944 - Calvin Graham, ex cestista statunitense
- 1944 - Attilio Lombard, ex fondista italiano
- 1944 - Christopher Pennock, attore statunitense († 2021)
- 1944 - Cazzie Russell, ex cestista e allenatore di pallacanestro statunitense
- 1944 - Gaetano Silvestri, giurista italiano
- 1944 - Gianfranco Trombini, calciatore italiano († 2022)
- 1944 - Clarence White, chitarrista statunitense († 1973)
- 1944 - Konrad Zdarsa, vescovo cattolico tedesco
- 1945 - Henry Beard, comico, scrittore e editore statunitense
- 1945 - Napoleon Murphy Brock, cantante, sassofonista e flautista statunitense
- 1945 - Petros Galaktopoulos, ex lottatore greco
- 1945 - Jacy Boemer Guedes de Azevedo, ex cestista brasiliana
- 1945 - Isidoro Meschi, presbitero e giornalista italiano († 1991)
- 1945 - Enrico Montesano, attore, conduttore televisivo e cantante italiano
- 1945 - Wolfgang Schüssel, ex politico austriaco
- 1945 - John Whittaker, economista e politico britannico
- 1946 - Jorge Calado, ex calciatore portoghese
- 1946 - Mauro Del Vecchio, generale e politico italiano († 2025)
- 1946 - Robert Foley, ex calciatore ghanese
- 1946 - Antonino Migliore, vescovo cattolico italiano
- 1946 - Manfred Ritschel, ex calciatore tedesco
- 1946 - Robert Rivas, arcivescovo cattolico trinidadiano
- 1946 - Zbigniew Seifert, musicista polacco († 1979)
- 1947 - Lars Karell, ex cestista finlandese
- 1948 - Antônio Dias dos Santos, calciatore brasiliano († 1999)
- 1948 - Kamen Goranov, ex lottatore bulgaro
- 1948 - Sondre Kåfjord, dirigente sportivo norvegese
- 1948 - Willie Nile, cantante, compositore e chitarrista statunitense
- 1948 - Mary May Robertson, psichiatra sudafricana
- 1948 - Ratko Rudić, ex pallanuotista croato
- 1948 - Carlos Ruiz Herrero, ex calciatore spagnolo
- 1948 - Xavier Saint-Macary, attore francese († 1988)
- 1948 - Bill Zopf, ex cestista statunitense
- 1948 - Anna Záborská, politica e medico svizzera
- 1949 - Alessio Antonini, ex ciclista su strada e dirigente sportivo italiano
- 1949 - Larry Hama, fumettista, disegnatore e attore statunitense
- 1949 - Lou Macari, ex calciatore e allenatore di calcio scozzese
- 1949 - John Sutter, ex cestista statunitense
- 1949 - Ian Watson, cestista australiano († 1981)
- 1949 - Bijan Zolfagharnasab, allenatore di calcio e ex calciatore iraniano
- 1950 - Brendan Bradley, ex calciatore nordirlandese
- 1950 - Howard Finkel, commentatore televisivo statunitense († 2020)
- 1950 - Gary Graham, attore statunitense († 2024)
- 1950 - Daniela Marzano, tennista e allenatrice di tennis italiana († 2017)
- 1950 - Giacomo Spissu, sindacalista e politico italiano
- 1951 - Philip Davis, politico e avvocato bahamense
- 1951 - Fabio Giustarini, ex cestista italiano
- 1951 - Sean Haslegrave, calciatore inglese († 2019)
- 1951 - Ivan Jankov, ex lottatore bulgaro
- 1951 - Georg Müller, vescovo cattolico tedesco († 2015)
- 1951 - Philippe Poissonnier, ex ciclista su strada francese
- 1951 - Mike Ratliff, ex cestista statunitense
- 1951 - Anne Twomey, attrice statunitense
- 1952 - Hubert Auriol, pilota motociclistico e pilota automobilistico francese († 2021)
- 1952 - Christine Delmarle, ex cestista francese
- 1952 - Dar'ja Doncova, scrittrice e giornalista russa
- 1952 - Václav Hudeček, violinista ceco
- 1952 - Jesús Martínez, ex calciatore messicano
- 1952 - Liam Neeson, attore britannico
- 1952 - Orhan Pamuk, scrittore e saggista turco
- 1952 - A'Lelia Bundles, scrittrice e giornalista statunitense
- 1953 - Julio Asad, allenatore di calcio e ex calciatore argentino
- 1953 - Colleen Camp, attrice e produttrice cinematografica statunitense
- 1953 - Johnny Clegg, musicista, ballerino e antropologo sudafricano († 2019)
- 1953 - Daniele Franco, economista, banchiere e funzionario italiano
- 1953 - Richard Jones, regista teatrale britannico
- 1953 - John Laskowski, ex cestista statunitense
- 1953 - Marco Müller, critico cinematografico, produttore cinematografico e direttore artistico italiano
- 1953 - Jaromír Nohavica, cantante ceco
- 1953 - Elisabetta Pintor, giornalista e traduttrice italiana
- 1953 - Robert Trebor, attore statunitense († 2025)
- 1953 - Jean Đỗ Văn Ngân, vescovo cattolico vietnamita
- 1953 - Libuše Šafránková, attrice ceca († 2021)
- 1954 - Paolo Barelli, ex nuotatore, dirigente sportivo e politico italiano
- 1954 - Louise Erdrich, scrittrice e poetessa statunitense
- 1954 - Bruno Giordano, politico italiano
- 1954 - Kerry Greenwood, scrittrice australiana († 2025)
- 1954 - Celeste Laudisio, regista televisivo italiano
- 1954 - Gary Low, cantante e compositore italiano
- 1954 - Michael Anthony Perry, religioso e missionario statunitense
- 1954 - Günther Platter, politico austriaco
- 1954 - Natal'ja Zubarevič, economista russa
- 1955 - Eduardo de la Peña, ex calciatore uruguaiano
- 1955 - William Forsythe, attore statunitense
- 1955 - Gitti Hauser, ex sciatrice alpina austriaca
- 1955 - Bill Koch, ex fondista statunitense
- 1955 - Ion Munteanu, calciatore romeno († 2006)
- 1955 - Mark Reale, chitarrista statunitense († 2012)
- 1955 - Tim Richmond, pilota automobilistico statunitense († 1989)
- 1955 - Maria Michela Sassi, storica della filosofia italiana
- 1955 - Elena Sipatova, ex mezzofondista russa
- 1956 - Antonio Alzamendi, ex calciatore uruguaiano
- 1956 - Alena Kopecká, ex cestista cecoslovacca
- 1956 - Hebert Núñez, ex cestista uruguaiano
- 1956 - Carlo Perrone, editore italiano
- 1956 - Tiziana Piccolo, politica italiana
- 1956 - L.A. Reid, compositore e produttore discografico statunitense
- 1956 - Mark Ryan, attore britannico
- 1956 - Paolo Ugoletti, compositore italiano
- 1957 - Giorgio Barchiesi, personaggio televisivo italiano
- 1957 - Michael Bowes-Lyon, XVIII conte di Strathmore e Kinghorne, nobile e politico britannico († 2016)
- 1957 - Eugenio Dalmasson, allenatore di pallacanestro e dirigente sportivo italiano
- 1957 - Juan Luis Guerra, cantante e musicista dominicano
- 1957 - Petr Němec, allenatore di calcio e ex calciatore cecoslovacco
- 1957 - Jiří Ondra, ex calciatore cecoslovacco
- 1957 - Paulo Vítor, ex calciatore brasiliano
- 1957 - Roberto Sandalo, terrorista italiano († 2014)
- 1957 - Fred Vargas, scrittrice francese
- 1957 - Susan Wild, politica statunitense
- 1957 - Ho Yu-ih, politico e poliziotto taiwanese
- 1957 - Roberto Zanetti, pianista e compositore italiano
- 1958 - Pietro Benassi, diplomatico e politico italiano
- 1958 - Giorgio Carpinteri, fumettista e illustratore italiano
- 1958 - Chen Weiqiang, ex sollevatore cinese
- 1958 - Sebastiano Filocamo, attore, regista teatrale e conduttore radiofonico italiano († 2025)
- 1958 - Daniel Hourcade, ex rugbista a 15 e allenatore di rugby a 15 argentino
- 1958 - Maria Teresa Lamberti, giornalista e conduttrice radiofonica italiana
- 1958 - Matilde Piana, attrice italiana
- 1958 - Pivio e Aldo De Scalzi, compositore italiano
- 1958 - Roberto Pischiutta, musicista e compositore italiano
- 1958 - Prince, cantautore, polistrumentista e produttore discografico statunitense († 2016)
- 1959 - Matthew Ishaya Audu, arcivescovo cattolico nigeriano
- 1959 - Thelma Guedes, scrittrice, sceneggiatrice e autrice televisiva brasiliana
- 1959 - Mohsen Kadivar, filosofo e teologo iraniano
- 1959 - Randall Lewis, ex lottatore statunitense
- 1959 - Mike Pence, politico statunitense
- 1959 - Riccardo Pozzo, filosofo e storico della filosofia italiano
- 1959 - Randy Ragan, ex calciatore canadese
- 1959 - Pierre Savelli, politico francese
- 1959 - Kevin Strickland, statunitense
- 1960 - Angela Ahrendts, manager statunitense
- 1960 - Daniela Airoldi Bianchi, attrice teatrale e regista italiana
- 1960 - Hirohiko Araki, fumettista giapponese
- 1960 - Marco Bettini, scrittore e giornalista italiano
- 1960 - Aldo Brizzi, compositore e direttore d'orchestra italiano
- 1960 - Svetlana Dašić-Kitić, ex pallamanista bosniaca
- 1960 - Filippo Fossati, politico italiano
- 1960 - James Hartung, ex ginnasta statunitense
- 1960 - Bill Prady, sceneggiatore e produttore televisivo statunitense
- 1960 - Norbert Rudolph, ex calciatore tedesco orientale
- 1960 - Mark Thornton, economista statunitense
- 1960 - Maree White, ex cestista australiana
- 1961 - Dave Catching, chitarrista e produttore discografico statunitense
- 1962 - Viola Amherd, politica svizzera
- 1962 - Roberto Antiochia, poliziotto italiano († 1985)
- 1962 - Robert John Brennan, vescovo cattolico statunitense
- 1962 - Giuseppe Brindisi, giornalista e conduttore televisivo italiano
- 1962 - Michael Cartellone, batterista e artista statunitense
- 1962 - Maurizio Giugliano, serial killer italiano († 1994)
- 1962 - Janice Lawrence, ex cestista e allenatrice di pallacanestro statunitense
- 1962 - Lance Reddick, attore statunitense († 2023)
- 1963 - Roberto Alagna, tenore francese
- 1963 - Alessandro Camon, sceneggiatore, scrittore e produttore cinematografico italiano
- 1963 - Choi Sang-mok, politico sudcoreano
- 1963 - Gordon Gano, musicista statunitense
- 1963 - Jurij Krasnožan, allenatore di calcio e ex calciatore russo
- 1963 - Stefania La Fauci, cantante e conduttrice televisiva italiana
- 1963 - Juan Lanza, ex rugbista a 15 e allenatore di rugby a 15 argentino
- 1963 - Pedro Lanza, ex rugbista a 15 e allenatore di rugby a 15 argentino
- 1963 - Helena Lavrsen, giocatrice di curling danese
- 1963 - Maria Lerner, ex cestista svedese
- 1963 - Cuca, allenatore di calcio e ex calciatore brasiliano
- 1963 - Peter Van Impe, ex ciclista su strada e ciclocrossista belga
- 1964 - Armin Assinger, conduttore televisivo e ex sciatore alpino austriaco
- 1964 - Sophie Carle, cantante e attrice lussemburghese
- 1964 - Han Gi-beom, ex cestista sudcoreano
- 1964 - Petr Hruška, poeta, sceneggiatore e critico letterario ceco
- 1964 - Greg Lopez, politico statunitense
- 1964 - Riccardo Rossi, politico italiano
- 1964 - Gaetano Savatteri, giornalista e scrittore italiano
- 1964 - Peter Schepull, ex calciatore svizzero
- 1964 - Giorgio Scianna, scrittore italiano
- 1964 - Mark Steines, giornalista, conduttore televisivo e attore statunitense
- 1964 - János Székely, vescovo cattolico ungherese
- 1965 - Michele De Vita Conti, regista teatrale e drammaturgo italiano
- 1965 - Giuseppe Finocchiaro, pianista e compositore italiano († 2022)
- 1965 - Mick Foley, ex wrestler e scrittore statunitense
- 1965 - Damien Hirst, artista e imprenditore britannico
- 1965 - Alberto Nagel, banchiere e manager italiano
- 1965 - Emanuela Pacotto, doppiatrice, attrice e cantante italiana
- 1965 - Saša Radulović, politico e ingegnere elettronico serbo
- 1965 - Yann Samuell, regista e sceneggiatore francese
- 1965 - Helizandro Terán Bermúdez, arcivescovo cattolico venezuelano
- 1966 - Jeremy Blaustein, traduttore statunitense
- 1966 - Juan Carlos De Martin, informatico italiano
- 1966 - Vittorio Emanuele Falsitta, giurista, avvocato e ex politico italiano
- 1966 - Felix Gmür, vescovo cattolico svizzero
- 1966 - Ilya Ioff, violinista russo
- 1966 - Zlatko Jankov, ex calciatore bulgaro
- 1966 - Eric Kretz, musicista statunitense
- 1966 - Susan Lee, ex canottiera australiana
- 1966 - Tom McCarthy, regista, sceneggiatore e attore statunitense
- 1966 - Jim Michalczik, allenatore di football americano statunitense
- 1966 - Alberto Pietrini, ex cestista italiano
- 1966 - Mark Ravenhill, drammaturgo, attore e giornalista britannico
- 1966 - Lorenzo Silva, scrittore spagnolo
- 1966 - Ant Strachan, ex rugbista a 15 e dirigente sportivo neozelandese
- 1966 - Chang Yu-Sheng, cantante, compositore e produttore discografico taiwanese († 1997)
- 1966 - Alexandra Zazzi, cuoca, giornalista e personaggio televisivo svedese
- 1967 - Patrizia Ciofi, soprano italiano
- 1967 - Marie-Pierre Duros, ex mezzofondista francese
- 1967 - Cristina-Adela Foişor, scacchista rumena († 2017)
- 1967 - Michael Foley, ex rugbista a 15 e allenatore di rugby a 15 australiano
- 1967 - Roberto Galletti, allenatore di calcio e ex calciatore italiano
- 1967 - Roberto Jonas, ex calciatore andorrano
- 1967 - Von McDade, ex cestista statunitense
- 1967 - Andreas Meklau, pilota motociclistico austriaco
- 1967 - Olli Mustonen, pianista, compositore e direttore d'orchestra finlandese
- 1967 - Dave Navarro, chitarrista e cantautore statunitense
- 1967 - Yūji Sakakura, ex calciatore giapponese
- 1967 - Armand Schiele, ex sciatore alpino francese
- 1967 - Graham Shaw, ex calciatore inglese
- 1968 - Gennadij Beljakov, ex slittinista russo
- 1968 - Mara, cantante italiana
- 1968 - Fausto Dotti, ex ciclista su strada italiano
- 1968 - Leuterīs Kakiousīs, ex cestista e allenatore di pallacanestro greco
- 1968 - Ljudmila Konovalova, ex cestista russa
- 1968 - Ruber Marín, ex ciclista su strada colombiano
- 1968 - Sarah Parish, attrice britannica
- 1968 - Juan Antonio Pizzi, allenatore di calcio e ex calciatore argentino
- 1968 - Andreas Sōtīriou, ex calciatore cipriota
- 1968 - Adam Walker, ex giocatore di football americano statunitense
- 1969 - Alina Astafei, ex altista rumena
- 1969 - Enrico Castiglione, regista, scenografo e direttore artistico italiano
- 1969 - Andrea Dallavilla, pilota di rally italiano
- 1969 - Gioacchino di Danimarca, principe danese
- 1969 - Eric Fonoimoana, ex giocatore di beach volley statunitense
- 1969 - Jens Härtel, allenatore di calcio e ex calciatore tedesco
- 1969 - Marcello Marrocco, dirigente sportivo e ex calciatore italiano
- 1969 - Kim Rhodes, attrice statunitense
- 1969 - Víctor Ruiz del Valle, ex calciatore messicano
- 1969 - Tómas Ingi Tómasson, allenatore di calcio e ex calciatore islandese
- 1969 - Tomoaki Ōgami, ex calciatore giapponese
- 1970 - Helen Baxendale, attrice britannica
- 1970 - Wladimiro Boccali, politico italiano
- 1970 - Cafu, ex calciatore brasiliano
- 1970 - Cha Seung-won, attore e modello sudcoreano
- 1970 - Ronaldo da Costa, ex maratoneta e mezzofondista brasiliano
- 1970 - Dean DeBlois, regista, sceneggiatore e produttore cinematografico canadese
- 1970 - Guido Fulst, ex pistard tedesco
- 1970 - Giulio Golia, conduttore televisivo italiano
- 1970 - Andrej Kovalenko, ex hockeista su ghiaccio russo
- 1970 - Roberto Latini, attore, regista e drammaturgo italiano
- 1970 - Mike Modano, ex hockeista su ghiaccio statunitense
- 1970 - Lam Kim Ngoc, ex hockeista su ghiaccio italiana
- 1970 - Amir Osmanović, ex calciatore bosniaco
- 1970 - Dave Raun, batterista statunitense
- 1970 - Aljaksandr Vjažėvič, ex calciatore bielorusso
- 1971 - Claudio Bonati, ex pallavolista italiano
- 1971 - Pasqualino Bongiovanni, poeta e saggista italiano
- 1971 - Terrell Buckley, ex giocatore di football americano statunitense
- 1971 - PJ DeBoy, attore statunitense
- 1971 - Thomas Flögel, ex calciatore austriaco
- 1971 - Ariel Graziani, ex calciatore argentino
- 1971 - Csaba Horváth, canoista ungherese
- 1971 - Gabe Ibáñez, regista spagnolo
- 1971 - Zoran Lukić, allenatore di pallacanestro serbo
- 1971 - Héctor López, ex calciatore messicano
- 1971 - Alex Mooney, politico statunitense
- 1971 - Roberto Scelfo, allenatore di hockey su ghiaccio e ex hockeista su ghiaccio italiano
- 1971 - Rezart Taçi, imprenditore e dirigente sportivo albanese
- 1971 - Petr Veselý, ex calciatore ceco
- 1972 - Jean-Guillaume Bart, ex ballerino e coreografo francese
- 1972 - Linda Kvam, cantante norvegese
- 1972 - Ben R. Luján, politico statunitense
- 1972 - Edison Maldonado, ex calciatore ecuadoriano
- 1972 - Karl Urban, attore neozelandese
- 1972 - Maarika Võsu, schermitrice estone
- 1972 - Bart van Es, scrittore olandese
- 1973 - Najla El Mangoush, politica e avvocata libica
- 1973 - Hatem Ghoula, marciatore tunisino
- 1973 - Daniele Groff, cantautore italiano
- 1973 - Napoleon Kaufman, ex giocatore di football americano statunitense
- 1973 - Supa, rapper italiano
- 1973 - Marisol Padilla Sánchez, attrice statunitense
- 1973 - Henrik Rafaelsen, attore norvegese
- 1973 - Song Yoon-ah, attrice sudcoreana
- 1973 - José Alberto Toril Rodríguez, allenatore di calcio e ex calciatore spagnolo
- 1973 - Immacolata Zurzolo, politica italiana
- 1974 - Sunshine Anderson, cantautrice statunitense
- 1974 - Mahesh Bhupathi, ex tennista indiano
- 1974 - Santiago Blanco, ex ciclista su strada spagnolo
- 1974 - Giannīs Christopoulos, allenatore di pallacanestro greco
- 1974 - Dave Filoni, animatore, regista e sceneggiatore statunitense
- 1974 - Flávia Alessandra, attrice brasiliana
- 1974 - Bear Grylls, conduttore televisivo, alpinista e militare britannico
- 1974 - Lee Dong-soo, ex giocatore di badminton sudcoreano
- 1974 - Giorgio Marengo, cardinale, vescovo cattolico e missionario italiano
- 1974 - Tania Russof, ex attrice pornografica lettone
- 1975 - Osama Al Hamadi, ex calciatore libico
- 1975 - Adriano Falcioni, organista italiano
- 1975 - Allen Iverson, ex cestista statunitense
- 1975 - Wayne Messam, politico statunitense
- 1975 - Hidenori Nodera, dirigente sportivo e ex ciclista su strada giapponese
- 1975 - Inés Rivero, modella argentina
- 1975 - Markus Schiegl, ex slittinista austriaco
- 1975 - Dag Tessore, linguista, traduttore e scrittore italiano
- 1976 - Necro, rapper, produttore discografico e attore statunitense
- 1976 - David Buckley, compositore britannico
- 1976 - Marco Casanova, ex sciatore alpino svizzero
- 1976 - David Díaz, pugile statunitense
- 1976 - Alleyne Francique, ex velocista grenadino
- 1976 - Randy Griffin, pugile statunitense
- 1976 - Jermaine Jackson, ex cestista e allenatore di pallacanestro statunitense
- 1976 - Dembo Jobarteh, musicista gambiano († 2008)
- 1976 - Cassidy Rae, attrice statunitense
- 1976 - Natal'ja Sorokina, ex nuotatrice russa
- 1976 - Noémi Tóth, pallanuotista ungherese
- 1976 - Mirsad Türkcan, ex cestista jugoslavo
- 1976 - Fabio Vignaroli, dirigente sportivo e ex calciatore italiano
- 1977 - Marcin Baszczyński, ex calciatore polacco
- 1977 - Johan Brolenius, ex sciatore alpino svedese
- 1977 - Riccardo Capaccioni, boccista e dirigente sportivo italiano
- 1977 - Chen Luyun, cestista cinese († 2015)
- 1977 - Ana Diaz, cantante svedese
- 1977 - Carmelo Lee, ex cestista statunitense
- 1977 - Jair Marrufo, arbitro di calcio statunitense
- 1977 - Takanari Murakami, giocatore di football americano giapponese
- 1977 - Hennadij Nyžehorodov, ex calciatore ucraino
- 1977 - Pavel Rosa, ex hockeista su ghiaccio ceco
- 1977 - Erik Weiner, attore, sceneggiatore e comico statunitense
- 1978 - Talal Al-Meshal, ex calciatore saudita
- 1978 - Mini Andén, supermodella svedese
- 1978 - Jesse Ball, scrittore e poeta statunitense
- 1978 - Franco Benedini, ex canoista italiano
- 1978 - Luís Costa, ex cestista angolano
- 1978 - Adrienne Frantz, attrice e cantante statunitense
- 1978 - Mattias Gestranius, arbitro di calcio finlandese
- 1978 - Sylwia Gliwa, attrice e modella polacca
- 1978 - Bill Hader, comico, imitatore e attore statunitense
- 1978 - Isoa Neivua, ex rugbista a 15 figiano
- 1978 - Georges Ngoma-Nanitélamio, ex calciatore della Repubblica del Congo
- 1978 - Vladyslav Piskunov, ex martellista ucraino
- 1978 - Laura Scaravonati, orientista italiana
- 1978 - Ildiko Vass, ex cestista e allenatrice di pallacanestro rumena
- 1979 - Luis Caplliure, schermidore spagnolo
- 1979 - Mykola Chrjapa, cestista ucraino († 2024)
- 1979 - Kevin Hofland, allenatore di calcio e ex calciatore olandese
- 1979 - Julie, cantante danese
- 1979 - Anne McClain, astronauta statunitense
- 1979 - Paolo Mottadelli, multiplista italiano
- 1979 - Evelina Papantoniou, modella greca
- 1979 - Jalen Pokorn, ex calciatore sloveno
- 1979 - Evgenija Stroganova, schermitrice russa
- 1979 - Kazuki Teshima, ex calciatore giapponese
- 1979 - Bryan Thomas, ex giocatore di football americano statunitense
- 1979 - Cosmin Tilincă, ex calciatore rumeno
- 1979 - Anna Torv, attrice australiana
- 1980 - Ali Al-Nono, ex calciatore yemenita
- 1980 - Asha Ali, cantante etiope
- 1980 - Henkka T. Blacksmith, bassista finlandese
- 1980 - Jessica Gillarduzzi, bobbista italiana
- 1980 - Vanessa Giunchi, pattinatrice artistica su ghiaccio italiana
- 1980 - Shahar Gordon, ex cestista israeliano
- 1980 - Jade Johnson, ex lunghista britannica
- 1980 - Gabriela Lastra, ex tennista statunitense
- 1980 - Ed Moses, nuotatore statunitense
- 1980 - Giacomo Pastorino, ex pallanuotista italiano
- 1980 - Berni Rodríguez, ex cestista e dirigente sportivo spagnolo
- 1980 - Esmeral Tunçluer, ex cestista turca
- 1981 - David Attoub, ex rugbista a 15 e allenatore di rugby a 15 francese
- 1981 - Adam Braz, dirigente sportivo e ex calciatore canadese
- 1981 - Stephen Bywater, ex calciatore inglese
- 1981 - Antun Dunković, calciatore croato
- 1981 - Marco Guida, arbitro di calcio italiano
- 1981 - Lee David Johnson, allenatore di calcio e ex calciatore inglese
- 1981 - Ģirts Karlsons, ex calciatore lettone
- 1981 - Kenta Kawai, allenatore di calcio e ex calciatore giapponese
- 1981 - Anna Kurnikova, ex tennista russa
- 1981 - Kevin Kyle, ex calciatore scozzese
- 1981 - Michael Laverty, pilota motociclistico britannico
- 1981 - Tito Maddox, ex cestista statunitense
- 1981 - Roberto Maurantonio, allenatore di calcio e ex calciatore italiano
- 1981 - Larisa Oleynik, attrice statunitense
- 1981 - Sérgio Pacheco de Oliveira, ex calciatore brasiliano
- 1981 - Lionard Pajoy, calciatore colombiano
- 1981 - Ève Pouteil-Noble, schermitrice francese
- 1981 - Amrita Rao, attrice e modella indiana
- 1981 - Alberto Schieppati, ex sciatore alpino italiano
- 1981 - Anne-Laure Viard, canoista francese
- 1982 - 12th Planet, disc jockey e produttore discografico statunitense
- 1982 - Pedro Gómez Carmona, allenatore di calcio spagnolo
- 1982 - Shawn King, cestista sanvincentino
- 1982 - Germán Lux, allenatore di calcio e ex calciatore argentino
- 1982 - Amy Nuttall, attrice e soprano britannica
- 1982 - Bartłomiej Pawełczak, canottiere polacco
- 1982 - Aristide Ratti, ex ciclista su strada italiano
- 1982 - Aya Shimokozuru, ex calciatrice giapponese
- 1982 - Ante Vitaić, allenatore di calcio e ex calciatore croato
- 1982 - Frane Vitaić, ex calciatore croato
- 1982 - Lee Williamson, ex calciatore giamaicano
- 1983 - Ryan Bader, artista marziale misto statunitense
- 1983 - Jun Marques Davidson, ex calciatore giapponese
- 1983 - Paolo Di Paolo, scrittore italiano
- 1983 - Gillian Goring, ex cestista trinidadiana
- 1983 - Eric Kronberg, ex calciatore statunitense
- 1983 - Piotr Małachowski, discobolo polacco
- 1983 - Alicia McCormack, pallanuotista australiana
- 1983 - Damaine Radcliff, attore statunitense
- 1984 - Adnan Ahmed, ex calciatore pakistano
- 1984 - Enrico Maria Artale, regista e sceneggiatore italiano
- 1984 - Teafore Bennett, calciatore giamaicano
- 1984 - Pierre Cazaux, ex ciclista su strada francese
- 1984 - Tony Donatelli, calciatore statunitense
- 1984 - Francesco Faia Pappalardo, rugbista a 15 e allenatore di rugby a 15 italiano
- 1984 - Papa Gueye, ex calciatore senegalese
- 1984 - Regina Jaquess, sciatrice nautica statunitense
- 1984 - Ari Koivunen, cantante finlandese
- 1984 - Manuel Marani, ex calciatore sammarinese
- 1984 - Jason Morrison, ex calciatore giamaicano
- 1984 - Rodrigo Hardy Araújo, giocatore di calcio a 5 brasiliano
- 1984 - Marcel Schäfer, dirigente sportivo e ex calciatore tedesco
- 1984 - Ylli Shameti, allenatore di calcio e ex calciatore albanese
- 1984 - Cédric Sorhaindo, pallamanista francese
- 1985 - Xavier Andorrà, calciatore andorrano
- 1985 - Álex Bergantiños, ex calciatore spagnolo
- 1985 - Damien Boudjemaa, calciatore francese
- 1985 - Matthew Brammeier, ex ciclista su strada e pistard britannico
- 1985 - Philippe Braud, ex cestista francese
- 1985 - Claydee, cantante e ballerino albanese
- 1985 - Robert Cullen, ex calciatore giapponese
- 1985 - Kenny Cunningham, ex calciatore costaricano
- 1985 - Niklas Edin, giocatore di curling svedese
- 1985 - Danielle Evans, modella statunitense
- 1985 - Dylan des Fountain, ex rugbista a 15 e imprenditore sudafricano
- 1985 - Amber Holt, cestista statunitense
- 1985 - Dejan Lekić, ex calciatore serbo
- 1985 - Milka Maneva, ex sollevatrice bulgara
- 1985 - Djony Mendes, giocatore di calcio a 5 brasiliano
- 1985 - Adam Nagaitis, attore britannico
- 1985 - Riad Nouri, ex calciatore francese
- 1985 - Arkadiusz Piech, calciatore polacco
- 1985 - Cristian Edgardo Amado, ex calciatore argentino
- 1985 - Jair Reinoso, calciatore colombiano
- 1985 - Charlie Simpson, cantautore e polistrumentista britannico
- 1985 - Leonid Stefanyšyn, ex cestista ucraino
- 1985 - Richard Thompson, velocista trinidadiano
- 1985 - Vinícius de Oliveira, attore brasiliano
- 1986 - Abbos Atoev, pugile uzbeko
- 1986 - Duje Baković, ex calciatore croato
- 1986 - Pietro Belfiore, scrittore e regista italiano
- 1986 - Goran Blažević, ex calciatore croato
- 1986 - Azim Fatullaev, ex calciatore russo
- 1986 - José Garro, calciatore costaricano
- 1986 - Dawa Gyeltshen, calciatore bhutanese
- 1986 - Keegan Bradley, golfista statunitense
- 1986 - Glukoza, cantante russa
- 1986 - Smack, rapper ceco
- 1986 - Dušanka Karić, pallavolista serba
- 1986 - László Sepsi, ex calciatore rumeno
- 1986 - Janko Simović, ex calciatore montenegrino
- 1987 - Dávid Bisztritsányi, pallanuotista ungherese
- 1987 - Andrea Demirović, cantante montenegrina
- 1987 - Richard Gordon, giocatore di football americano statunitense
- 1987 - Denise Hinrichs, pesista tedesca
- 1987 - Jørgen Horn, calciatore norvegese
- 1987 - Miloš Jokić, calciatore serbo
- 1987 - Miroslav Jurka, pallamanista ceco
- 1987 - Steven Kruijswijk, ciclista su strada olandese
- 1987 - Christa Perathoner, ex biatleta italiana
- 1987 - Daniel Scheinert, regista, sceneggiatore e produttore cinematografico statunitense
- 1987 - Danny Szetela, ex calciatore statunitense
- 1987 - Abdülhamit Yıldız, ex calciatore turco
- 1988 - Tobias Arwidson, biatleta svedese
- 1988 - Michael Cera, attore canadese
- 1988 - Arsène Copa, calciatore gabonese
- 1988 - Leonardo Ferreira, calciatore brasiliano
- 1988 - Milan Lucic, hockeista su ghiaccio canadese
- 1988 - Ekaterina Makarova, ex tennista russa
- 1988 - Marlos, ex calciatore brasiliano
- 1988 - Yann Marti, tennista svizzero
- 1988 - Andrew Nally, pallavolista statunitense
- 1988 - Sergej Petrosjan, sollevatore russo († 2017)
- 1988 - Pranas Skurdauskas, ex cestista lituano
- 1989 - Opoku Agyemang, ex calciatore ghanese
- 1989 - Polona Batagelj, ex ciclista su strada slovena
- 1989 - Davide Candellaro, pallavolista italiano
- 1989 - Taeler Hendrix, wrestler statunitense
- 1989 - Nicky Kuiper, ex calciatore olandese
- 1989 - Stjepan Kukuruzović, calciatore croato
- 1989 - Roque Mesa, calciatore spagnolo
- 1989 - John Joseph Nevin, pugile irlandese
- 1989 - Matt Smith, ex calciatore inglese
- 1990 - Michele Calvi, multiplista e ostacolista italiano
- 1990 - Marco Castelli, modello e stilista italiano
- 1990 - Chae Tu-yong, ex calciatore nordcoreano
- 1990 - Jonathan Emanuel Rodríguez, calciatore argentino
- 1990 - Jesús García Tena, ex calciatore spagnolo
- 1990 - Sophia Griebel, skeletonista tedesca
- 1990 - Iggy Azalea, rapper australiana
- 1990 - Martin Lundberg, hockeista su ghiaccio svedese
- 1990 - Bernaldo Manzano, calciatore venezuelano
- 1990 - Andréa Mbuyi-Mutombo, ex calciatore belga
- 1990 - Aurélie Muller, nuotatrice francese
- 1990 - Magnus Nygren, hockeista su ghiaccio svedese
- 1990 - Toni Pérez, hockeista su pista spagnolo
- 1990 - Allison Schmitt, nuotatrice statunitense
- 1990 - Sofie Skoog, altista svedese
- 1990 - Nico Walther, ex bobbista e ex slittinista tedesco
- 1990 - Tom van Weert, calciatore olandese
- 1990 - Richard Weinberger, nuotatore canadese
- 1991 - Amer Omar, calciatore emiratino
- 1991 - Poppy Drayton, attrice britannica
- 1991 - Fetty Wap, rapper e cantante statunitense
- 1991 - Levente Juhos, cestista ungherese
- 1991 - Francis Kahata, calciatore keniota
- 1991 - Tommi Kivistö, hockeista su ghiaccio finlandese
- 1991 - Chiara La Porta, politica italiana
- 1991 - Dipna Lim Prasad, ostacolista e velocista singaporiana
- 1991 - Emily Ratajkowski, supermodella e attrice statunitense
- 1991 - Olivia Rogowska, ex tennista australiana
- 1991 - Cenk Tosun, calciatore tedesco
- 1992 - Henriette Akaba, calciatrice camerunese
- 1992 - Alípio, ex calciatore brasiliano
- 1992 - Franka Batelić, cantante croata
- 1992 - Jordan Clarkson, cestista statunitense
- 1992 - Annes Elwy, attrice gallese
- 1992 - Mathias Gehrt, calciatore danese
- 1992 - Abdul Khalili, ex calciatore svedese
- 1992 - Sara Lee, wrestler e personaggio televisivo statunitense († 2022)
- 1992 - Vitalij Jermakov, calciatore ucraino
- 1992 - Roy Pouw, pilota motociclistico olandese
- 1992 - Dieguinho, calciatore brasiliano
- 1993 - George Ezra, cantautore e chitarrista britannico
- 1993 - Jordan Fry, attore statunitense
- 1993 - Roberto Garcés, calciatore ecuadoriano
- 1993 - Danuel House, cestista statunitense
- 1993 - Nikola Janković, calciatore serbo
- 1993 - Florian Kahllund, arciere tedesco
- 1993 - Nicole Kang, attrice statunitense
- 1993 - Gaëtan Karlen, calciatore svizzero
- 1993 - Swae Lee, rapper, cantante e produttore discografico statunitense
- 1993 - Amanda Leighton, attrice e ballerina statunitense
- 1993 - Eduardo Antônio Machado Teixeira, calciatore brasiliano
- 1993 - Konstantin Minin, taekwondoka russo
- 1993 - Elifcan Ongurlar, attrice turca
- 1993 - Park Ji-yeon, cantante e attrice sudcoreana
- 1993 - Frederik Rungby, cestista danese
- 1993 - Marko Vukčević, calciatore montenegrino
- 1994 - Aleksandar Bjelica, calciatore serbo
- 1994 - Gavin Leatherwood, attore statunitense
- 1994 - Aaron Pierre, attore britannico
- 1994 - Sergio Quiroga, calciatore argentino
- 1994 - Bernhard Reitshammer, nuotatore austriaco
- 1994 - Gianni Rodríguez, calciatore uruguaiano
- 1994 - Sharaf Eldin Shiboub, calciatore sudanese
- 1994 - Məqsəd İsayev, calciatore azero
- 1995 - Frank Bagnack, calciatore camerunese
- 1995 - Ņikita Bērenfelds, calciatore lettone
- 1995 - Migbelis Castellanos, modella venezuelana
- 1995 - Victor Langellotti, ciclista su strada monegasco
- 1995 - Blake Leeson, pallavolista statunitense
- 1995 - Radu Rogac, calciatore moldavo
- 1995 - Rougui Sow, lunghista francese
- 1995 - Nika Turković, cantautrice croata
- 1996 - Jonathan Aspropotamitis, calciatore australiano
- 1996 - Léa Bouard, sciatrice freestyle tedesca
- 1996 - Jarrell Brantley, cestista statunitense
- 1996 - Tanguy Dailland, sciatore nautico francese
- 1996 - Godfred Donsah, calciatore ghanese
- 1996 - Shane Eagle, rapper sudafricano
- 1996 - Christian McCaffrey, giocatore di football americano statunitense
- 1996 - Prosper Mendy, calciatore francese
- 1996 - Gaëtan Perrin, calciatore francese
- 1996 - Hamza Sakhi, calciatore marocchino
- 1996 - Sayuri, musicista e cantautrice giapponese († 2024)
- 1996 - Federica Selva, ex sciatrice alpina sammarinese
- 1996 - Ryōsuke Shindō, calciatore giapponese
- 1996 - Parg, cantautore armeno
- 1997 - Davlat Bobonov, judoka uzbeko
- 1997 - Joachim Jagge Lindstøl, sciatore alpino norvegese
- 1997 - Brendan Mackay, sciatore freestyle canadese
- 1997 - Gabriel Messner, snowboarder italiano
- 1997 - David Montgomery, giocatore di football americano statunitense
- 1997 - Giōrgos Papageōrgiou, calciatore cipriota
- 1997 - Marcus Santos-Silva, cestista statunitense
- 1997 - Luis Zayas, altista cubano
- 1998 - Keanu Baccus, calciatore sudafricano
- 1998 - Vittoria Ceretti, supermodella italiana
- 1998 - Cameron Devlin, calciatore australiano
- 1998 - Dylan George, calciatore olandese
- 1998 - Aljaksej Katkavec, giavellottista bielorusso
- 1998 - Sam Maes, sciatore alpino belga
- 1998 - Axel Mariault, ciclista su strada francese
- 1998 - Ronika Stone, pallavolista statunitense
- 1998 - Renzo Tesuri, calciatore argentino
- 1998 - Erik Vardanyan, ex calciatore armeno
- 1998 - Moustafa Zeidan, calciatore svedese
- 1998 - Wenderson, calciatore brasiliano
- 1999 - Mersim Asllani, calciatore svizzero
- 1999 - Jordan Jegat, ciclista su strada francese
- 1999 - Kyrylo Meličenko, calciatore ucraino
- 1999 - Jenselyn Morales, pallavolista portoricana
- 1999 - Paweł Olszewski, calciatore polacco
- 1999 - Chelsey Perry, cestista statunitense
- 1999 - Camryn Rogers, martellista canadese
- 1999 - Ranko Simović, cestista serbo
- 1999 - Ruan Tressoldi, calciatore francese
- 1999 - Ashleigh Weerden, calciatrice olandese
- 2000 - Leroy Abanda, calciatore francese
- 2000 - Spencer Anderson, giocatore di football americano statunitense
- 2000 - Siro Rosané, calciatore argentino
- 2000 - Gina Chmielinski, calciatrice tedesca
- 2000 - Roberto Fernández Urbieta, calciatore paraguaiano
- 2000 - Paul Joly, calciatore francese
- 2000 - Wille Karhumaa, combinatista nordico finlandese
- 2000 - Khaled Mohammed, calciatore qatariota
- 2000 - Tobias Lawal, calciatore austriaco
- 2000 - Lucrezia Ruggiero, nuotatrice artistica italiana
- 2000 - Ayumu Seko, calciatore giapponese
- 2000 - Ėduard Spercjan, calciatore russo
- 2000 - Martin Trnovský, calciatore slovacco
- 2000 - Nicolás Zedán, calciatore cileno

## XXI secolo(29)
- 2001 - Edin Ajdinović, calciatore serbo
- 2001 - Olivia Holdt, calciatrice danese
- 2001 - Louis Patris, calciatore belga
- 2001 - Arttu Pohjola, saltatore con gli sci finlandese
- 2001 - Oleksij Sydorov, calciatore ucraino
- 2002 - Akinkunmi Amoo, calciatore nigeriano
- 2002 - Kamilla Bartone, tennista lettone
- 2002 - Rafik Belghali, calciatore algerino
- 2002 - Zico Buurmeester, calciatore olandese
- 2002 - Miyuna, cantautrice e cantante giapponese
- 2002 - Jakub Myszor, calciatore polacco
- 2002 - Tanguy Nianzou, calciatore francese
- 2002 - Christopher Scott, calciatore tedesco
- 2002 - Oliver Stockwell, ciclista su strada e ciclocrossista britannico
- 2002 - Tomáš Suslov, calciatore slovacco
- 2002 - Frederik Ørsøe Christensen, calciatore danese
- 2003 - Iacopo Bortolas, combinatista nordico italiano
- 2003 - Anuk Brändli, sciatrice alpina svizzera
- 2003 - N'Ketia Seedo, velocista olandese
- 2003 - Letsile Tebogo, velocista botswano
- 2004 - Xavier Adang, calciatore camerunese
- 2004 - Miguel Chaiwa, calciatore zambiano
- 2005 - Izan Almansa, cestista spagnolo
- 2005 - Vijaleta Bardziloŭskaja, ginnasta bielorussa
- 2005 - Ashley Erasmus, pesista e discobola sudafricana
- 2005 - Mika Godts, calciatore belga
- 2005 - Zoe Gray, sciatrice alpina canadese
- 2005 - Joel Roca, calciatore spagnolo
- 2008 - Amara Diouf, calciatore senegalese

## Senza anno specificato(1)
- Juri Kimura, doppiatrice giapponese